# بخش سیروهی
بخش سیروهی (به انگلیسی: Sirohi district) یک منطقهٔ مسکونی در هند است که در Jodhpur division واقع شده‌است. بخش سیروهی ۵٬۱۳۶ کیلومتر مربع مساحت و ۱٬۰۳۶٬۳۴۶ نفر جمعیت دارد.